# دورنیه دو ۳۲
دورنیه دو ۳۲ (به انگلیسی: Dornier_Do_32) یک هواگرد از نوع بالگرد فوق سبک ساخت شرکت دورنیه فلوکتسایک‌ورک در آلمان است. هواگرد دورنیه دو ۳۲ نخستین پروازش را در ۲۹ ژوئن ۱۹۶۲ میلادی انجام داد. در مجموع، تعداد ۴ فروند از این هواگرد ساخته شده‌است.